# Огъст Еймс
Мерседес Грабовски (на английски: Mercedes Grabowski), по-известна като Огъст Еймс (на английски: August Ames), е канадска порнографска актриса.

## Биография
Родена е на 23 август 1994 г. в Антигониш. Тя е основно от полски произход, но има и една четвърт афроамериканско потекло. Като дете в семейство на военни израства в няколко различни места из Канада. Първата ѝ работа е като бавачка. На 14-годишна възраст започва да работи в ранчо за коне в Колорадо Спрингс, САЩ, където е в продължение на две лета.
По-късно работи като зумба и йога инструктор, а след това и като барман и в солариум.
Самоубива се чрез обесване на 5 декември 2017 г., след като бива систематично обвинявана в хомофобия във виртуалното пространство по повод отказа ѝ да снима порно сцена с колега, участвал в гей сцени.

## Кариера
Дебютира като актриса в порнографската индустрия през ноември 2013 г.
Първата ѝ секс сцена с мъж е във филма „Селфита“ на компанията „Уикед“.

## Награди и номинации
| Година | Церемония          | Резултат  | Категория                               |
| ------ | ------------------ | --------- | --------------------------------------- |
| 2015   | AVN награда        | Номинация | Най-добра нова звезда                   |
| 2015   | AVN награда        | Номинация | Най-добра POV секс сцена                |
| 2015   | AVN награда        | Носителка | Най-добър дебют (награда на публиката)  |
| 2015   | XBIZ награда       | Номинация | Най-добър дебют                         |
| 2015   | XRCO награда       | Номинация | Най-добър дебют                         |
| 2015   | XRCO награда       | Носителка | Cream Dream                             |
| 2017   | AVN награда        | Носителка | Най-зрелищни цици (награда на феновете) |
| 2017   | NightMoves награда | Носителка | Най-добри цици (награда на авторите)    |